# 香港籃球聯賽 (女子)
香港籃球聯賽 (女子)は中国香港のバスケットボールリーグ。女子リーグの他に男子リーグも存在する。この項目では女子リーグを扱う。現在、リーグは2部で構成され入れ替えも行われている。1部の名称は甲組、2部の名称は乙組となっている。

## 甲組所属チーム
- 福建
- 南華
- 安邦
- 均安
- 偉邦
- 安青
- 七喜
- 東方